# Elisa Cusma Piccione

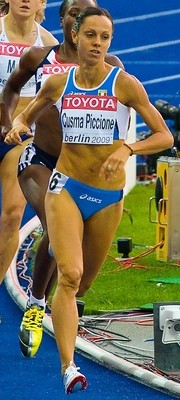
Elisa Cusma Piccione bei den Weltmeisterschaften 2009

Elisa Cusma Piccione (* 24. Juli 1981 in Bologna) ist eine italienische Mittelstreckenläuferin, deren Spezialstrecke die 800-Meter-Distanz ist.

## Werdegang
Seit Elisa Cusma Piccione 2005 erstmals italienische Meisterin über 800 Meter wurde, nahm sie auch jeweils an den großen internationalen Meisterschaften teil. Bei den Europameisterschaften 2006 in Göteborg und den Weltmeisterschaften 2007 in Osaka schied sie jeweils im Halbfinale aus, wobei sie im Halbfinale 2007 mit 1:58,63 min ihre persönliche Bestzeit aufstellte. Bei den Hallenweltmeisterschaften 2008 in Valencia erreichte sie das Finale und belegte in 2:03,76 min den sechsten Platz. In der Freiluftsaison gewann sie ihren vierten Italienischen Meistertitel in Folge, schied aber bei den Olympischen Spielen 2008 in Peking erneut im Halbfinale aus. 
Bei den Halleneuropameisterschaften 2009 vor heimischem Publikum in Turin lief sie in 2:00,23 min zur Bronzemedaille. Bei der ersten Team-Europameisterschaft, die im selben Jahr in Leiria ausgetragen wurden, trat Cusma Piccione nach einem siebten Platz über 800 Meter auch über 1500 Meter an und belegte hier den dritten Platz. Bei den Weltmeisterschaften in Berlin beschränkte sie sich auf die 800 Meter und wurde Sechste in 1:58,81 min. Bei den Europameisterschaften 2010 in Barcelona schied sie im Vorlauf aus.
Elisa Cusma Piccione ist 1,66 m groß und wiegt 50 kg. Sie wird von Claudio Guizzardi trainiert und startet für das italienische Heer. Ihr Vater ist der frühere Boxeuropameister im Leichtgewicht Lucio Cusma.

## Bestzeiten
- 800 m: 1:58,63 min, 26. August 2007, Osaka
  - Halle: 1:59,25 min, 15. Februar 2009, Karlsruhe
- 1500 m: 4:04,98 min, 13. Juli 2009, Athen
  - Halle: 4:17,17 min, 18. Februar 2006, Ancona